# 9650 Okadaira
9650 Okadaira este un asteroid din centura principală de asteroizi.

## Descriere
9650 Okadaira este un asteroid din centura principală de asteroizi. A fost descoperit pe 17 decembrie 1995 la Oizumi de Takao Kobayashi. Asteroidul prezintă o orbită caracterizată de o semiaxă mare de 2,29 ua, o excentricitate de 0,17 și o înclinație de 2,5° în raport cu ecliptica.